# John Hall Kelly
John Hall Kelly, né le 1er septembre 1879 à Saint-Godefroy et mort le 10 mars 1941 à Dublin, est un homme politique et homme d'affaires canadien dont le nom reste attaché au développement de la Gaspésie. Il a été nommé Haut Commissaire du dominion du Canada en Irlande en 1939.

## Biographie
Fils de Mencer James Kelly et de Bridget Hall Kelly, est né à St-Godefroy, dans le comté québécois de Bonaventure, le 1er septembre 1879. Il était de descendance irlandaise. Ses aïeux, des descendants de huguenots, sont venus s'installer au Québec, plus précisément à New Carlisle, en Gaspésie, après la capitulation de la province. Le grand-père de John Hall Kelly, Robert Warren Kelly du Trinity College de Dublin qui a fait venir sa presse à New Carlisle pour ensuite fonder le Gaspe Gazette et le Gaspe Magazine. Robert Warren Kelly, aussi le fondateur de la Coal Mining Co., était le père de Thomas Rees Kelly un riche marchand de New Carlisle. L’autre fils de Robert Warren Kelly Mencer James Kelly, le père de John, était un inspecteur de poids et de mesures.
John Hall Kelly a suivi des cours de commerce au Collège de Lévis ainsi qu’au Collège des frères chrétiens de Québec. Il a terminé son cours classique au collège St-Joseph de Moncton au Nouveau-Brunswick. Par la suite, John Hall Kelly, qui a fait son cours de droit à l’université Laval, a obtenu son diplôme en 1903. C’est alors que Me Kelly a commencé à pratiquer à New Carlisle. À cause de son succès, il est amené à ouvrir un bureau à Québec en s’associant avec Dominique Lévesque, soit le père de René Lévesque.

### Vie politique
C’est en 1904, soit à l’âge de 25 ans que John Hall Kelly s’est fait élire dans  la circonscription électorale de Bonaventure, avec une très large majorité, comme député à l’Assemblée législative à Québec. Il a représenté cette circonscription pendant 25 ans. Il a fait ériger une somptueuse résidence à New Carlisle, sa ville natale. La maison n’existe plus aujourd’hui, car elle a été démolie pour faire place au palais de justice de la municipalité.
John Hall Kelly, à l’époque avait envisagé l’achat de l’île d'Anticosti, mais s’est plutôt contenté de s’octroyer la rivière Bonaventure, une rivière très prisée aujourd’hui pour la pêche. En 1906, John Hall Kelly, en plus de ses fonctions de député et d’avocat, est devenu le président de la Bonaventure & Gaspe Telephone Co. et de la New Richmond Mining.
En 1914, il a été nommé au conseil législatif, ce qui fit de lui le plus jeune membre du conseil à l’époque. Il a été nommé ministre sans portefeuille dans le cabinet de Louis-Alexandre Taschereau en pouvoir de 1920 à 1936.  Pendant ses 35 ans à l’assemblée législative et au conseil législatif, John Hall Kelly a siégé sur plusieurs conseils dont la railway commitee de la chambre haute. Il a aussi étudié les problèmes de la ville de Montréal tout comme il a vanté la beauté de la Gaspésie. En suscitant l’intérêt des politiciens pour la Gaspésie, il a influencé la construction de l’autoroute reliant Québec à la ville de Gaspé[réf. nécessaire]. Le député de Bonaventure, a aussi provoqué l’amendement de la Quebec Fish and Game Act de l’époque, a débattu en chambre pour un meilleur réseau routier provincial et a fait découvrir au gouvernement que la Gaspésie représentait un véritable potentiel d’exploitation minière. Le gouvernement est donc ensuite allé de l'avant avec des analyses géologiques de la région en question. En 1939, John Hall Kelly est attitré Haut Commissaire du dominion du Canada en Irlande.
Kelly a épousé Marie Adèle Dionne, fille du notaire Léonidas Dionne, morte en 1917, et s'est remarié avec Eleanor Louise la fille du directeur de l'éducation protestante au Québec. Du premier mariage de John Hall Kelly, avec Marie Adèle Dionne, ont survécu seulement Ruth Hall Kelly et Kathleen Hall Kelly. Ruth Hall Kelly, morte à l'âge de 34 ans, s'est mariée avec Guy Hudon, un avocat de renom de la ville de Québec à l'époque. Kathleen Hall Kelly a épousé un médecin de Québec très bien connu William Bill Delaney. Ils ont eu une fille nommée Kathleen Lawrence Kelly. Guy Hudon, en plus d'être l'avocat de Maurice Duplessis était le doyen de la faculté de droit de l'université Laval. Les petits enfants de John Hall Kelly sont Kathleen Lawrence Kelly, Michelle Hudon, Henri Hudon, Louise Hudon, et Marie Hudon. Guy Hudon était aussi le propriétaire d'un grand domaine seigneurial à Château-Richer abritant une maison construite en 1655.

### Derniers jours
C'est à Dublin en Irlande, le 10 mars 1941 que meurt John Hall Kelly, soit quelques mois après la mort de sa fille Ruth. Le premier ministre du Canada Mackenzie King a, le lendemain, annoncé la triste nouvelle à la Chambre des Communes à Ottawa.